# Бонгшон
Бонгшон (в'єт. Bồng Sơn) — округ в'єтнамської провінції Біньдінь.

## Географія
Бонгшон розташований на півночі провінції у районі Хоайнен.

### Клімат
Громада знаходиться у зоні, котра характеризується мусонним кліматом. Найтепліший місяць — серпень із середньою температурою 30 °C (86 °F). Найхолодніший місяць — січень, із середньою температурою 22.8 °С (73 °F).
| Клімат Бонгшона         | Клімат Бонгшона | Клімат Бонгшона | Клімат Бонгшона | Клімат Бонгшона | Клімат Бонгшона | Клімат Бонгшона | Клімат Бонгшона | Клімат Бонгшона | Клімат Бонгшона | Клімат Бонгшона | Клімат Бонгшона | Клімат Бонгшона | Клімат Бонгшона |
| Показник                | Січ.            | Лют.            | Бер.            | Квіт.           | Трав.           | Черв.           | Лип.            | Серп.           | Вер.            | Жовт.           | Лист.           | Груд.           | Рік             |
| Абсолютний максимум, °C | 32              | 35              | 38              | 36              | 39              | 41              | 42              | 41              | 38              | 37              | 33              | 31              | 42              |
| Середній максимум, °C   | 25              | 26              | 28              | 30              | 32              | 33              | 33              | 34              | 31              | 28              | 27              | 25              | 30              |
| Середня температура, °C | 22              | 23              | 25              | 26              | 28              | 29              | 29              | 30              | 28              | 25              | 24              | 23              | 26              |
| Середній мінімум, °C    | 20              | 21              | 22              | 23              | 25              | 26              | 26              | 26              | 25              | 23              | 22              | 21              | 23              |
| Абсолютний мінімум, °C  | 15              | 15              | 16              | 19              | 18              | 21              | 20              | 20              | 20              | 17              | 15              | 16              | 15              |
| Норма опадів, мм        | 60              | 30              | 20              | 30              | 50              | 40              | 60              | 60              | 250             | 440             | 450             | 170             | 1710            |
| Днів з дощем            | 4               | 2               | 2               | 3               | 4               | 6               | 6               | 6               | 12              | 16              | 17              | 7               | 90              |
| Вологість повітря, %    | 81              | 81              | 83              | 83              | 80              | 71              | 71              | 71              | 77              | 83              | 84              | 82              | 79              |
| ----------------------- | --------------- | --------------- | --------------- | --------------- | --------------- | --------------- | --------------- | --------------- | --------------- | --------------- | --------------- | --------------- | --------------- |
| Джерело: Weatherbase    |                 |                 |                 |                 |                 |                 |                 |                 |                 |                 |                 |                 |                 |